# Parijs-Roubaix 1897
De 2e editie van de wielerwedstrijd Parijs-Roubaix werd gereden op 18 april 1897. De wedstrijd was 280 km lang. Van al de deelnemers wisten er 24 de eindstreep te halen. De wedstrijd werd gewonnen door Maurice Garin.

## Uitslag
| Plaats  | Naam                | Tijd      |
| ------- | ------------------- | --------- |
| Winnaar | Maurice Garin       | 9u57’21”  |
| 2       | Mathieu Cordang     | z.t.      |
| 3       | Michel Frédérick    | +30’21”   |
| 4       | Gaston Rivierre     | +50’39”   |
| 5       | Jules Cordier       | +1’42’52” |
| 6       | Boinet              | +1’43’03” |
| 7       | Henri Aries         | +1’53’12” |
| 8       | Guillochin          | +2’03’30” |
| 9       | Léopold Trousselier | z.t.      |
| 10      | Marcel Kerff        | +4’16’39” |

1896 · 
1897 · 
1898 · 
1899 · 
1900 · 
1901 · 
1902 · 
1903 · 
1904 · 
1905 · 
1906 · 
1907 · 
1908 · 
1909 · 
1910 · 
1911 · 
1912 · 
1913 · 
1914 · 
1915 · 
1916 · 
1917 · 
1918 · 
1919 · 
1920 · 
1921 · 
1922 · 
1923 · 
1924 · 
1925 · 
1926 · 
1927 · 
1928 · 
1929 · 
1930 · 
1931 · 
1932 · 
1933 · 
1934 · 
1935 · 
1936 · 
1937 · 
1938 · 
1939 · 
1940 · 
1941 · 
1942 · 
1943 · 
1944 · 
1945 · 
1946 · 
1947 · 
1948 · 
1949 · 
1950 · 
1951 · 
1952 · 
1953 · 
1954 · 
1955 · 
1956 · 
1957 · 
1958 · 
1959 · 
1960 · 
1961 · 
1962 · 
1963 · 
1964 · 
1965 · 
1966 · 
1967 · 
1968 · 
1969 · 
1970 · 
1971 · 
1972 · 
1973 · 
1974 · 
1975 · 
1976 · 
1977 · 
1978 · 
1979 · 
1980 · 
1981 · 
1982 · 
1983 · 
1984 · 
1985 · 
1986 · 
1987 · 
1988 · 
1989 · 
1990 · 
1991 · 
1992 · 
1993 · 
1994 · 
1995 · 
1996 · 
1997 · 
1998 · 
1999 · 
2000 · 
2001 · 
2002 · 
2003 · 
2004 · 
2005 · 
2006 · 
2007 · 
2008 · 
2009 · 
2010 · 
2011 ·
2012 · 
2013 ·
2014 ·
2015 ·
2016 ·
2017 ·
2018 ·
2019 ·
2020 · 
2021 · 
2022 · 
2023 · 
2024 · 
2025